# Palacio de los Mendoza (Tamajón)
El palacio de los Mendoza es un palacio de estilo plateresco situado en la calle Enmedio de Tamajón (Guadalajara, España), junto a la plaza de la localidad. Fue mandado construir por María de Mendoza y de la Cerda a mediados del siglo XVI y perteneció la familia Mendoza hasta el siglo XIX.

## Descripción
Su fachada recta, de aproximadamente  25 metros de longitud, presenta cuatro vanos cuadrados y un balcón central que la proporcionan sobriedad, armonía y equilibrio. El acceso se efectúa por un amplio portón central de arco de medio punto realizado con grandes dovelas. Sobre él se conservan dos escudos, uno circular muy deteriorado y a su izquierda otro con las armas de los Mendoza y la Cerda.
Fue realizada en piedra caliza de la zona, con sillares bien escuadrados y asentados.
Restaurado recientemente, conserva únicamente la fachada. En la actualidad es utilizado como sede del Ayuntamiento.

## Marcas de cantería
Se han identificado ocho signos de cinco tipos diferentes en el exterior de la fachada.

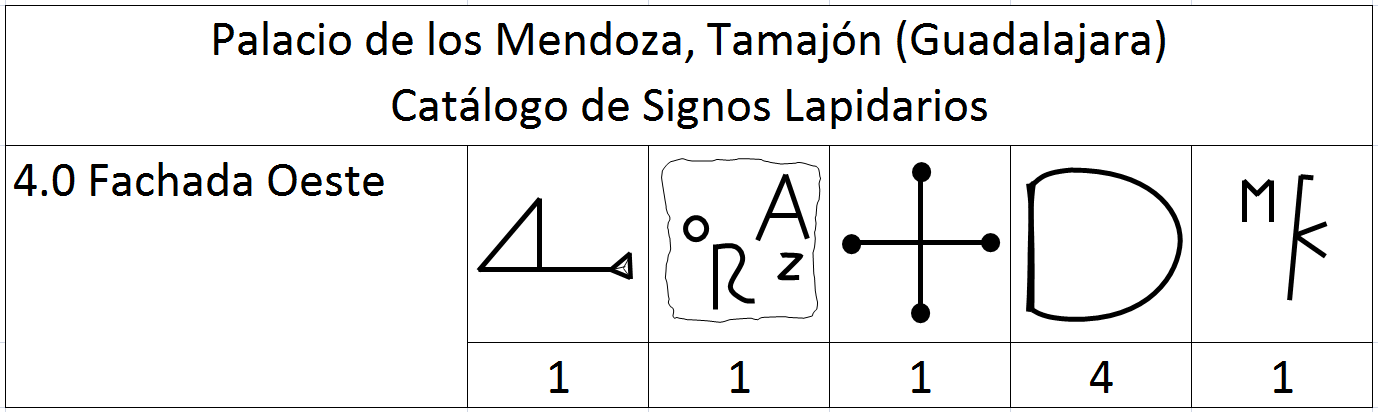

| Ubicación     | Ubicación    | Tipo   | Tipo     | Tipo       | Tipo        | Tipo  |
| Zona          | Total signos | Normal | Especial | Ideogramas | Inscripción | Otros |
| ------------- | ------------ | ------ | -------- | ---------- | ----------- | ----- |
| Fachada oeste | 8            |        | 4        | 2          | 2           |       |

- Wikimedia Commons alberga una categoría multimedia sobre 
: marcas de cantero en el palacio.